# Горнерграт (железная дорога)
Железная дорога Горнерграт (нем. Gornergratbahn) — зубчатая железная дорога системы Абта, длиной 9 км и шириной колеи 1000 мм. Соединяет Церматт в кантоне Вале, Швейцария (высота 1604 м) с горным отрогом Горнерграт (высота 3089 м). Вторая по высоте (после Юнгфрау) железная дорога в Европе. Одна из основных туристических достопримечательностей Церматта.

## История
В 1891 году была открыта железная дорога обычной колеи Бриг — Фисп — Церматт, после чего появились планы по строительству железной дороги из Церматта, находящегося глубоко в долине, вверх к массиву Монте-Розы. В 1892 году была выдана концессия на строительство, строительные работы начались в 1896 году, и дорога открылась 20 августа 1898 года.
Дорога с самого начала была построена как узкоколейная, с шириной колеи 1000 мм, электрифицированная на переменном токе. Так как максимальный уклон составляет 20 %, полотно дороги и подвижной состав были оборудованы реечной передачей системы Романа Абта (нем. Roman Abt). Горнерграт — первая электрифицированная зубчатая железная дорога Швейцарии. На станции Церматт дорога соединяется с участком, приходящим из Брига (сквозное движение пассажирских поездов отсутствует, требуется пересадка).
В 1909 году дорога была продлена на 310 м. До 1928 года дорога функционировала только летом, и даже после этого зимой поезда сначала следовали лишь до станций Риффельальп или Риффельбоден, выше склоны были слишком лавиноопасны. В 1939 году начались работы по строительству лавинной галереи длиной 770 м. В 1942 году было открыто круглогодичное движение (в хороших погодных условиях) до станции Горнерграт.
До 1997 года дорогой управляла компания Gornergrat-Bahn-Gesellschaft, которая в этом году была преобразована в Gornergrat-Monte Rosa-Bahnen, с 1 апреля 2005 года — Gornergrat Bahn AG. В мае 2005 года компания BVZ Holding, уже владевшая участком от Церматта до Брига, приобрела 44,3 % акций, и в сентябре 2005 года Gornergrat Bahn AG была преобразована в дочернюю компанию BVZ Holding.

## Станции
- Церматт (высота над уровнем моря 1609 м)
- Финдельбах (1,75 км, 1770 м)
- Риффельальп (4,03 км, 2210 м)
- Риффельбоден (5,10 км, 2348 м)
- Риффельберг (6,47 км, 2582 м)
- Ротенбоден (7,91 км, 2819 м)
- Горнерграт (9,34 км, 3089 м)

## Инфраструктура
В Церматте расположено депо, съезд в которое находится в 380 м от станции Церматт.
На линии расположены два моста (оба между Церматтом и Финдельбахом), четыре тоннеля (самый длинный — 179 м), все между Финдельбахом и Риффельальпом, и крытая галерея длиной 770 м между Риффельбоденом и Риффельбергом. 
На станции Риффельальп действует самая высокогорная линия трамвая длиной 675 м, связывающая станцию и отель Риффельальп.

## См также
- Железная дорога Маттерхорн-Готтард